# Château de Sandown (île de Wight)
Le château de Sandown était construit à Sandown sur l'île de Wight par Henri VIII en 1545 pour se protéger contre la menace d'une attaque française. Construit en pierre avec des bastions angulaires, son design était un hybride entre la pensée architecturale militaire italienne et le design militaire traditionnel anglais. Le site fut attaqué par une force française cet été-là alors que la fortification était encore en construction. Le site souffrit de l'érosion côtière et le château fut démoli en 1631.

## Histoire

### XVIesiècle

#### Contexte
Le château de Sandown fut construit en raison des tensions internationales entre l'Angleterre, la France et le Saint-Empire romain germanique dans les dernières années du règne du roi Henri VIII. Traditionnellement, la Couronne laissait la défense côtière aux seigneurs locaux et aux communautés, ne jouant qu'un rôle mineur dans la construction et l'entretien des fortifications, et tant que la France et l'Empire restaient en conflit, les raids maritimes étaient courants mais une invasion réelle de l'Angleterre semblait improbable,. Des défenses modestes, basées sur des blockhouses et des tours simples, existaient dans le sud-ouest et le long de la côte du Sussex, avec quelques ouvrages plus impressionnants dans le nord de l'Angleterre, mais en général, les fortifications étaient très limitées en échelle.
En 1533, Henri rompit avec le pape Paul III pour annuler son mariage de longue date avec sa femme, Catherine d'Aragon, et se remarier. Cela entraîna une alliance de la France et de l'Empire contre Henri en 1538, et le pape encouragea les deux pays à attaquer l'Angleterre,. Henri répondit en 1539 en ordonnant, par une instruction appelée "device", la construction de fortifications le long des parties les plus vulnérables de la côte. La menace immédiate passa, mais resurgit en 1544, avec la France menaçant une invasion à travers la Manche, soutenue par ses alliés en Écosse. Henri émit donc un autre device en 1544 pour améliorer davantage les défenses du pays, en particulier le long de la côte sud.

#### Construction
Construit entre avril et septembre 1545 pour protéger la côte sud-est de l'île de Wight, le château de Sandown surplombait la baie de Sandown. Il fut construit par l'ingénieur italien Giovanni Portinari, l'arpenteur William Ridgeway et le capitaine des ouvriers, John Portinar, pour un coût de 2 400 livres,,. Conçu autour d'une cour centrale, il avait une tour carrée et deux bastions angulaires d'un côté, et un bastion circulaire tourné vers la mer. L'arrière des défenses en pierre était protégé par un fossé, et le château avait une jetée en bois pour l'accostage des bateaux,.
Les bastions angulaires reflétaient la pensée italienne contemporaine sur l'architecture militaire, et auraient pu être influencés par Richard Lee, l'arpenteur des travaux du roi, ainsi que par le passé continental de Portinari,. Bien que relativement avancé pour une fortification anglaise, le château ne présentait pas le design plus à la mode des bastions en  « pointe de flèche » italien utilisé au château de Yarmouth voisin et a été critiqué par les historiens : Andrew Saunders le décrit comme un "hybride" imparfait des idées anglaises et continentales, John Hale comme une timide et confuse exploration des designs modernes,,.
Avant que le château ne puisse être achevé, cependant, les Français attaquèrent. L'amiral Claude d'Annebault traversa la Manche et arriva au large du Solent avec 200 navires le 19 juillet, où les autorités locales craignaient que le château de Sandown ne soit la cible d'une attaque nocturne,,. 2 000 soldats français débarquèrent sur l'Île de Wight et attaquèrent Sandown, où des ouvriers étaient encore présents. Leur avancée fut rapidement stoppée, cependant, et les Français se retirèrent vers leur flotte, mettant fin à la menace d'invasion ; le château fut finalement achevé après leur départ.

### XVIIesiècle
Au XVIIe siècle, l'érosion côtière avait sapé les murs du château. En 1627, Charles Ier annonça qu'il réparerait la fortification, mais les ruines furent démantelées en 1631 par Sir John Oglander. Une nouvelle fortification, le fort de Sandown, fut construite à sa place, positionnée plus à l'intérieur des terres, mais les possibles restes des fondations du château d'origine sont encore visibles le long de la côte à marée basse,.